# White Cloud
White Cloud település az Amerikai Egyesült Államok Michigan államában, Newaygo megyében, melynek megyeszékhelye is. Lakosainak száma 1479 fő (2020. április 1.).

## Népesség
A település népességének változása:

| 2010 | 1 408 |
| 2020 | 1 479 |